# Friedrich Eduard Hoffmann

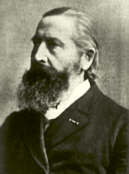
Friedrich E. Hoffman.

Friedrich Eduard Hoffmann, född 18 oktober 1818 i Göttingen, död 3 december 1900 i Berlin, var en tysk byggmästare, industriman och uppfinnare. Han har blivit känd för uppfinningen av ringugnen som revolutionerade tegeltillverkningen och möjliggjorde en industriell produktion.

## Liv och verk
Efter utbildning till ”Königlicher Baumeister” i Berlin 1843 arbetade Hoffmann med bland annat järnvägsbyggen (sträckan Berlin-Hamburg) och öppnade 1858 en byggmaterial-handel. Samtidigt höll han på med uppfinningar, exempelvis en pneumatisk kvarn och en hydraulisk grävmaskin. Under 17 års tid sysselsatte han sig med förbättringar rörande tegeltillverkning och tegelbränning. 
År 1858  fick han patent på ringugnen, som möjliggjorde en kontinuerlig och kontrollerbar bränning av tegel med samtidigt upp till 70 procent mindre åtgång av bränsle. Han förlorade dock patentet när det avslöjades att rigugnen redan var uppfunnen. 
Den första ringugnen efter Hoffmanns patent uppfördes i Scholwin i närheten av Stettin. De tidiga ringugnarna hade cirkulär planform, och innehöll mellan 10 och 16 brännkamrar. Senare modeller blev allt mer ovala och utdragna. Hoffmanns ringugn rönte stor framgång och redan 1870 existerade cirka 1000 anläggningar och år 1900 var det över 4000 världen över. Hoffmann ägde själv två tegelbruk. I Sverige fanns sådana ringugnar i bland annat Kiholms tegelbruk, Lina tegelbruk, Husby tegelbruk, Kungshatts tegelbruk och Tappsunds tegelbruk, samtliga är rivna. Europas äldsta bevarade Hoffman-ringugn står i Sachsen, Tyskland. 
På Världsutställningen 1867 i Paris belönades Hoffmann med en Grand Prix för sin uppfinning. Han ligger begravd på Dorotheenstädtischer Friedhof i Berlin-Mitte. Senare förlorade Hoffmann patentet på ringugnen eftersom det visade sig att en murarmästare redan 1839 hade kommit på samma konstruktionsprincip, men inte anmälde det till patentering.